# Cephalocera mimica
Cephalocera mimica är en tvåvingeart som beskrevs av Hesse 1969. Cephalocera mimica ingår i släktet Cephalocera och familjen Mydidae. Inga underarter finns listade i Catalogue of Life.